# Ono no Komacsi

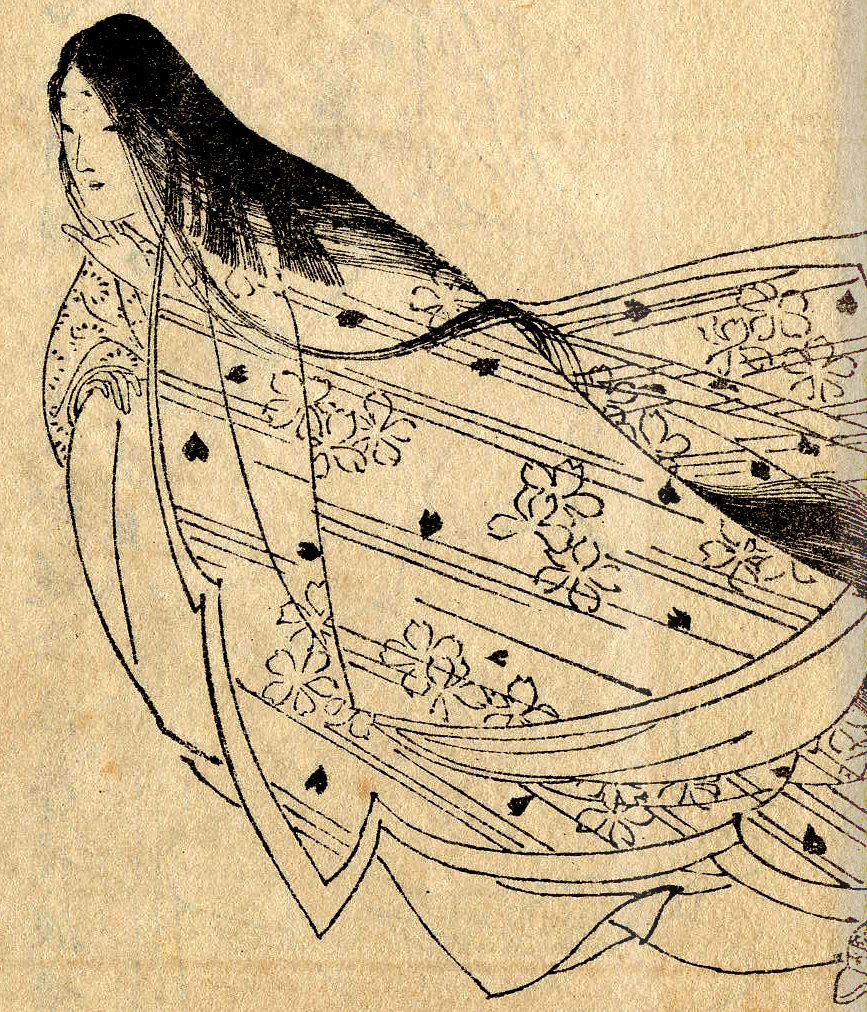
Kikucsi Jószai tusrajza Komacsiról

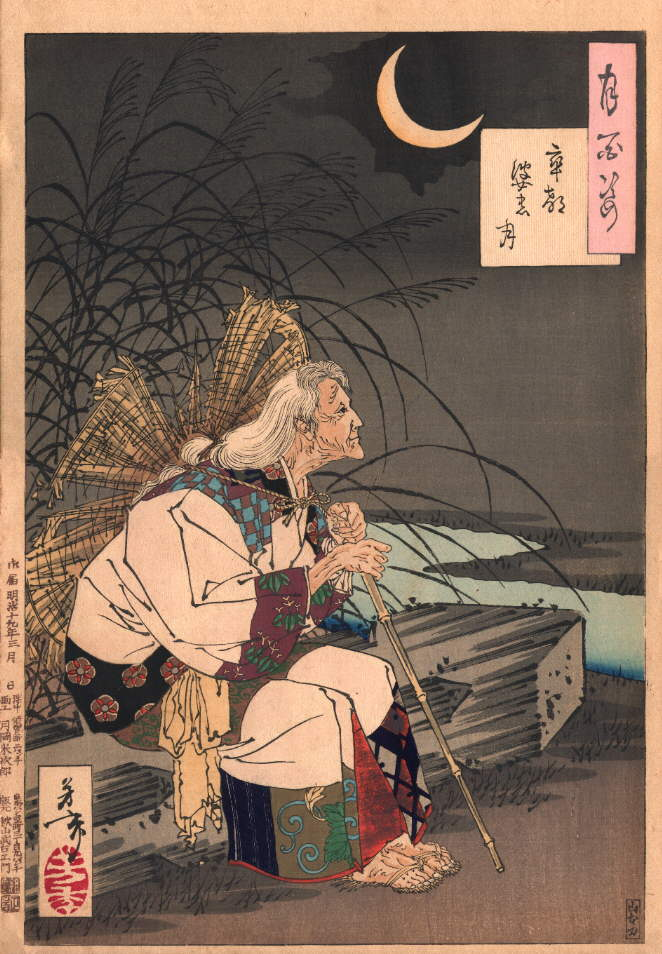
Ono no Komacsi Jositosi fametszetén

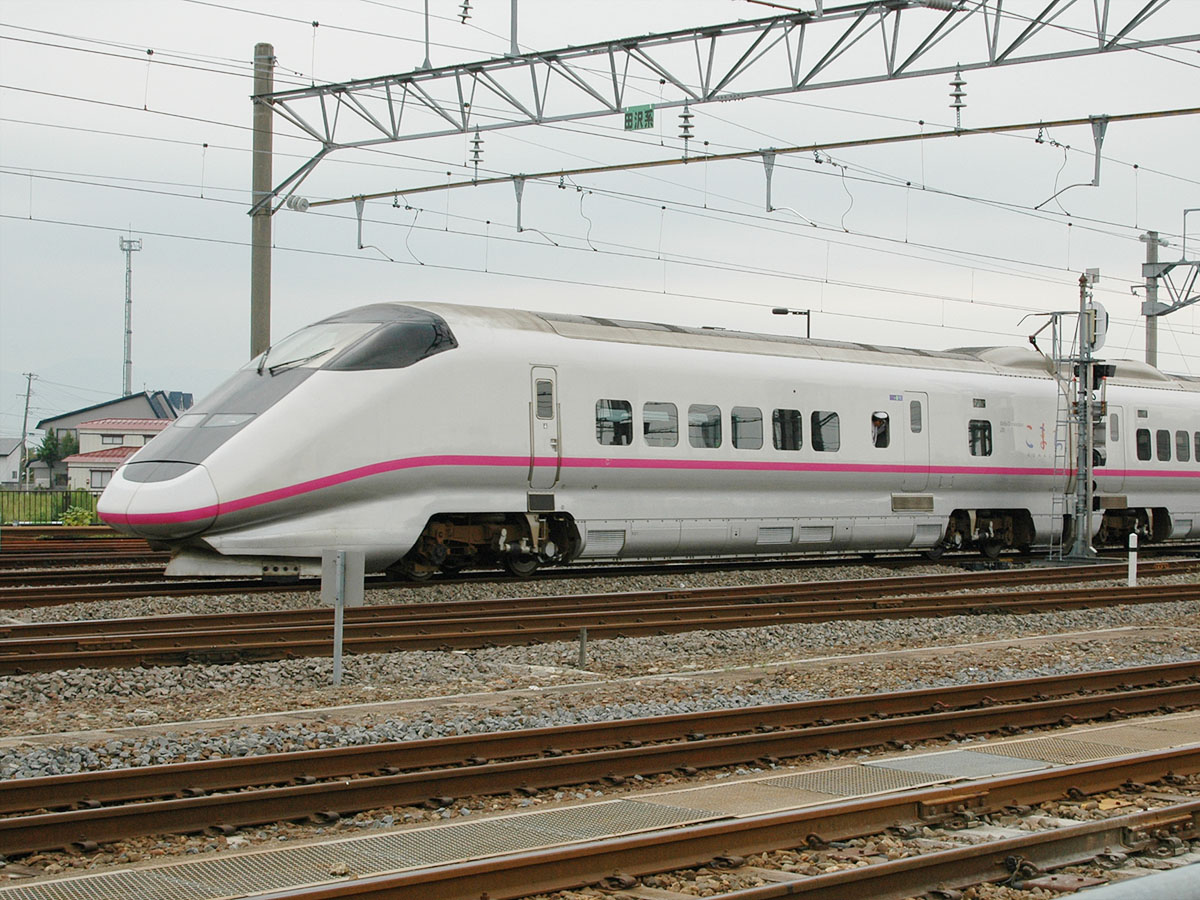
A Komacsiról elnevezett Sinkanszen E3 szuperexpressz

Ono no Komacsi (japánul: 小野 小町, Hepburn-átírással: Ono no Komachi) (825 körül – 900 körül) japán vaka-költőnő, a Heian-kor „hat költőgéniuszának” (rokkaszen) egyike (ide tartozik még Arivara no Narihira, Hendzsó és Ótomo no Kuronusi). A korabeli iratok kivételes szépségű nőként jegyezték fel; Komacsi a szép nő jelképe Japánban. Nem maradt fenn róla sok emlék, életútját főként legendák őrizték meg.

## Élete és legendái
Komacsi születésének és halálának helye, valamint társadalmi helyzete ismeretlen. Néhány forrás szerint a mai Akita prefektúrában született Josiszada tartományúr lányaként. Valószínűleg a 833 és 850 között uralkodott Ninmjó császár udvarhölgyének egyik távoli rokona volt.
Költőként Komacsi főként az erotika és szerelem témáiban alkotott. A legtöbb vakája (a Kokinsúban 18, a Sinkokinsúban 6, a Goszensúban 4 maradt fenn) az aggódásról, a magányról és a szenvedélyes szerelemről szól. Ő az egyetlen női költő, akit a Kokinsú előszavában említenek. A mű szerint a költőnő stílusa régimódi ártatlanságot és naivitást egyaránt tartalmaz.
Számos legenda szól Komacsiról és szerelmeiről. A legismertebb történet Fukakusza kapitánnyal való kapcsolatát örökítette meg. Komacsi megígérte, hogy az övé lesz, ha hóban, fagyban száz éjszakán ostromolja szerelmével. Fukakusza minden éjjel meglátogatta, ám az utolsó alkalom előtt megbetegedett, és váratlanul meghalt. Mikor Komacsi megtudta, hogy szeretője elhunyt, eluralkodott rajta a szomorúság. Szívtelenségéért a közhit szerint azzal bűnhődött, hogy öregségére megcsúnyult, és koldusbotra jutott. Életéről, alakjáról Kanami és Misima Jukio drámát írt. Két jellemző verse:
Álmomba megjelent a kedves.

Azóta szeretem az álmot.

Szép, tarka pille, mely az álnok,

bús éjbe tündökölve repdes.
 Kosztolányi Dezső fordítása
Az ágakat tegnap szél verte le
s ma holt virággal lett a kert tele.
Alkony szitál: hulló, alélt arany –
Be bús a lét! s ó jaj, be céltalan!
 Bardócz Árpád fordítása
Macuo Basó két hódoló haikuja az öreg, illetve halott Komacsihoz:
Fenséges így is –

még hótalan napon is,

koldusruhában.

Villámnál láttuk –

arcüregen átnövő

pampaszfű bojtja.
 Gy. Horváth László fordításai